# Stanley Matthews (jurist)

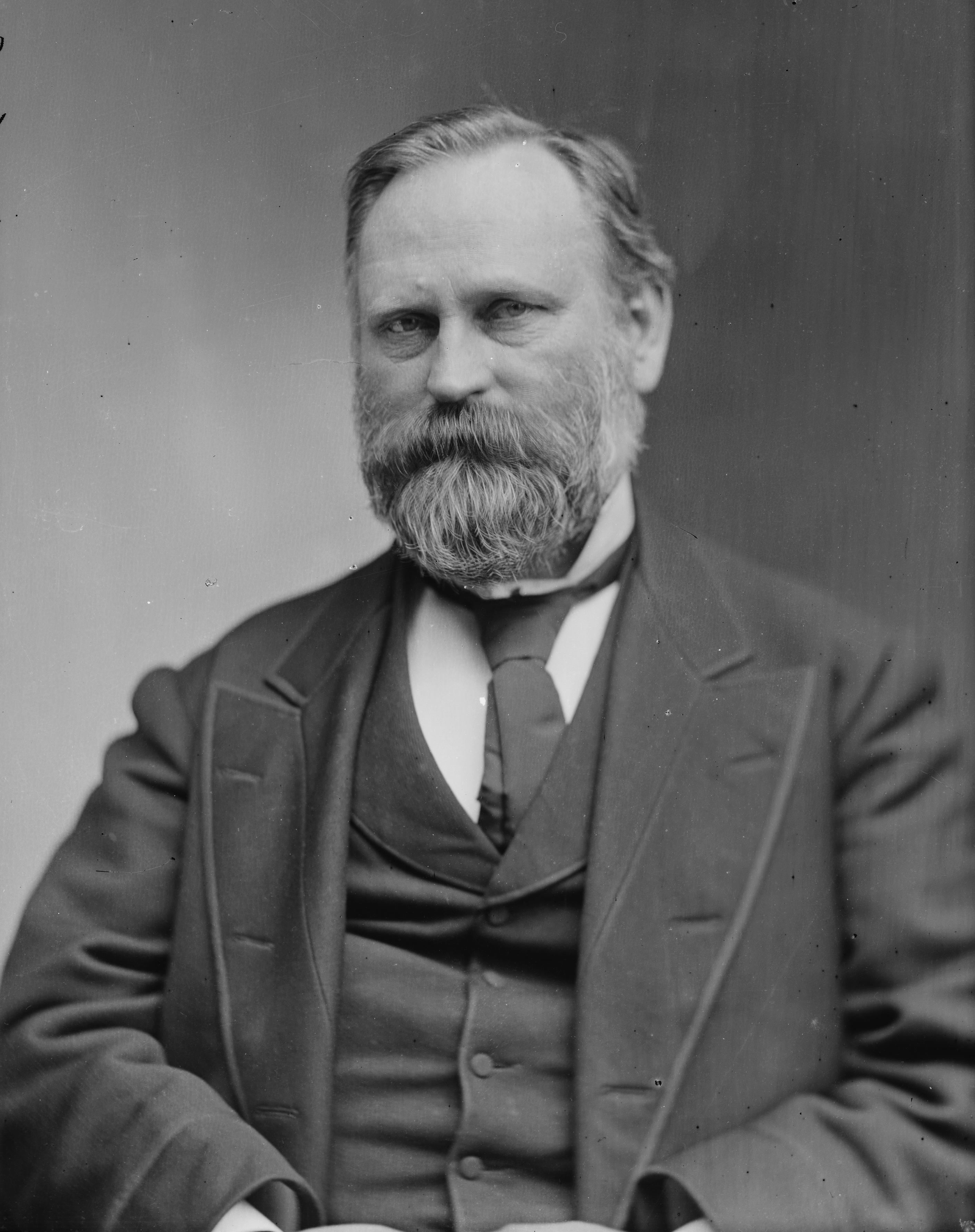
Stanley Matthews (jurist)

Thomas Stanley Matthews, född 21 juli 1824 i Cincinnati, Ohio, död 22 mars 1889 i Washington, D.C., var en amerikansk republikansk politiker och jurist. Han representerade delstaten Ohio i USA:s senat 1877-1879. Han var domare i USA:s högsta domstol från 1881 fram till sin död.
Matthews utexaminerades 1840 från Kenyon College. Han studerade sedan juridik och inledde 1842 sin karriär som advokat i Tennessee. Han flyttade två år senare tillbaka till Ohio. Han var ledamot av delstatens senat 1856-1857. Han arbetade som federal åklagare 1858-1861 och deltog sedan i amerikanska inbördeskriget. Han arbetade som domare i Cincinnati 1863-1864.
Matthews kandiderade utan framgång till USA:s representanthus i kongressvalet 1876. Senator John Sherman avgick 1877 för att tillträda som USA:s finansminister. Matthews tjänstgjorde i senaten fram till slutet av Shermans mandatperiod men kandiderade inte till den åtföljande sexåriga mandatperioden.
USA:s president Rutherford B. Hayes nominerade 1881 Matthews till högsta domstolen. Senaten tog inte ställning till utnämningen, som uppfattades som kontroversiell, före ämbetsperiodens slut för Hayes som president. James Garfield utnämnde Matthews på nytt och senaten godkände utnämningen med rösterna 24 mot 23. Matthews avled i ämbetet och efterträddes i högsta domstolen av David Josiah Brewer.
Matthews var presbyterian och frimurare. Hans grav finns på Spring Grove Cemetery i Cincinnati.